# تپه خان احمد حصاری
تپه خان احمد حصاری مربوط به دوره اشکانیان - دوره ساسانیان است و در شهرستان خدابنده، روستای خان احمد حصاری واقع شده و این اثر در تاریخ ۱۷ اسفند ۱۳۸۱ با شمارهٔ ثبت ۷۵۲۰ به‌عنوان یکی از آثار ملی ایران به ثبت رسیده‌است.